# Mihkli
Mihkli – wieś w Estonii, w prowincji Parnawa, w gminie Lääneranna.